# Ángela de León
Ángela de León, död efter 1701, var en spansk skådespelare. 
Hon nämns sist 1701. Hon engagerades det året för att delta i zarzuelan Quinto elemento es amor av Antonio de Zamora med musik av Sebastián Durón, som uppfördes av Teresa de Robles och Carlos Vallejo för att fira namnsdagen för den nya kungen (Filip V), vilket visade hennes musikaliska talanger och anseende. 